# Palacio de Peñacerrada

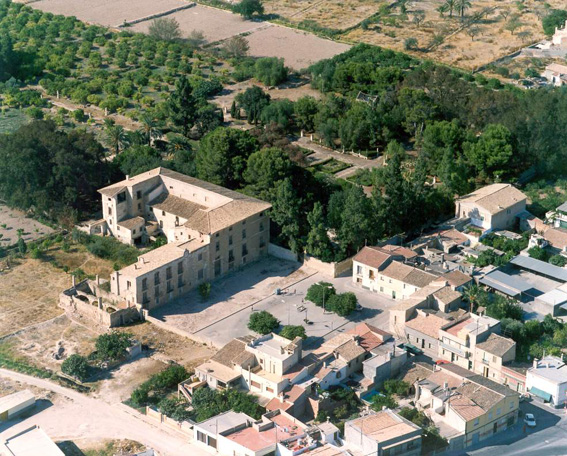
Jardín y palacio de Peñacerrada

El palacio de Peñacerrada construido en el siglo XVIII se sitúa en la plaza Poble Nou de la ciudad de Muchamiel (Provincia de Alicante, España). Peñacerrada es un lugar en el casco urbano de Muchamiel constituido por un núcleo urbano, un palacio y jardín articulados mediante una plaza cuadrada. En 1789 Peñacerrada constituyó entidad municipal propia, quedando asimilada por Muchamiel en las reformas administrativas del siglo XIX. 

## Descripción
Aunque se carece de documentación el origen de la casa puede situarse a comienzos de la época moderna. Su aspecto actual data de reformas y ampliaciones efectuadas a finales del setecientos. La vivienda adquiere carácter palaciego. Se introducen nuevos aspectos urbanos en la realización de una plaza cuadrada, con las calles de acceso situadas en las mediatrices de tres de los lados. En el cuarto se sitúa el palacio, que tras la reforma y ampliación se adecua a las nuevas corrientes arquitectónicas del tardo barroco. La enfilada de habitaciones dispuestas en sucesión, supone la renovación más significativa. A ello hay que añadir el cambio de relación social, la casa deja de ser exclusivamente una pieza destinada a dar cabida a las cosechas del campo y se transforma en un elemento para el disfrute y comodidad de los usuarios. Como resultado las piezas se dimensionan en función de las necesidades de relación familiar, ocio o actividades sociales; la decoración alcanza un grado elocuente de refinamiento. La planta del palacio se desarrolla en "L". 
La mayor novedad viene determinada por el jardín, resultado de las importantes reformas llevadas a cabo a comienzos del siglo XIX. En él se distinguen las tres tipologías más difundidas de los jardines europeos. Cada uno de los tipos, francés, inglés, italiano, quedan perfectamente diferenciados entre sí. Se encuentran especies arbóreas variadas, estatuas, balaustradas y fuentes.  